# Бланзи (Галац)
Бланзи (рум. Blânzi) насеље је у Румунији у округу Галац у општини Кород. Oпштина се налази на надморској висини од 131 m.

## Становништво
Према подацима из 2002. године у насељу је живело 1254 становника, од којих су сви румунске националности.